# Европске заједнице
Европске заједнице (ЕЗ; енгл. European Communities (EC)), понекад и Европска заједница (енгл. European Community), биле су три међународне организације регулисане истим сетом институција. То су биле Европска заједница за угаљ и челик, Европска заједница за атомску енергију и Европска економска заједница; касније је Европска заједница Мастрихтским уговором 1993. године преименована, чиме је основана Европска унија.
Када су Заједнице постале дио Европске уније 1993. године, постале су њен први стуб. Европска заједница за угаљ и челик је распуштена 2009. године Лисабонским споразумом; чиме је Унија постала правни насљедник Заједнице. Европска заједница за атомску енергију је постала ентитет одвојен од Уније, али предвођен истим институцијама.